# Vlag van Westerkwartier (gemeente)

De vlag van de gemeente Westerkwartier

De vlag van Westerkwartier werd op 25 mei 2018 door de gemeenteraden van de voorgangers van Westerkwartier aan het publiek gepresenteerd als officiële vlag van deze Groningse gemeente. De vlag toont het gemeentelogo. Logovlaggen worden niet opgenomen in het vlaggenregister van de Hoge Raad van Adel omdat ze zich niet aan de regels van de vlaggenleer houden.

## Verwante afbeelding

Wapen van Westerkwartier

Eemsdelta ·
Groningen ·
Het Hogeland ·
Midden-Groningen ·
Oldambt ·
Pekela ·
Stadskanaal ·
Veendam ·
Westerkwartier ·
Westerwolde